# Andrea Nalini
Andrea Nalini (Isola della Scala, 20 giugno 1990) è un calciatore italiano, attaccante o ala del Mozzecane.

## Caratteristiche tecniche
È un attaccante esterno, dotato di una buona capacità di corsa e propenso alla fase offensiva, può giocare indistintamente da ala, ma all'occorrenza può agire anche da prima punta.

## Carriera
Inizia la sua carriera calcistica nel piccolo club veneto del Villafranca Veronese, da cui nel 2007 si trasferisce alla Virtus Vecomp Verona, società con la quale milita a lungo in Serie D. Negli anni da calciatore dilettante si mantiene lavorando prima come saldatore e poi come magazziniere nel reparto würstel dell'AIA. Il fatto gli varrà, successivamente, un paragone con l'inglese Jamie Vardy.
Nel 2013 i veneti vincono i play-off e vengono successivamente ripescati in Lega Pro Seconda Divisione (nella finalissima contro la Casertana è decisiva una sua doppietta). In quell'estate Nalini si trasferisce alla Salernitana, dove nella prima parte del campionato non scende mai in campo, così nel gennaio del 2014 viene mandato in prestito nuovamente alla Virtus Verona, esordendo così fra i professionisti.
Nel luglio 2014 fa ritorno alla Salernitana, che stavolta decide di farlo rimanere e dove si afferma fra i titolari, contribuendo alla promozione in Serie B con 26 presenze, 3 reti e diversi assist. Nella successiva stagione fra i cadetti scende in campo per 11 volte con la maglia dei granata campani, complice un lungo infortunio.
L'estate del 2016 segna il suo trasferimento al Crotone, compagine appena promossa in Serie A. Il debutto in massima serie avviene il 12 settembre, nella sconfitta di misura (2-1) sul campo dell'Empoli. Nell'ultima giornata di campionato realizza i primi gol in A, nonché gli unici stagionali: la sua doppietta nel 3-1 contro la Lazio vale, di fatto, la salvezza dei pitagorici. Il 2 settembre 2018 sigla la sua prima rete in Serie B, contro il Foggia.
Nel gennaio 2020 passa al LR Vicenza, con cui conquista la promozione in Serie B, dopo la sospensione di fine febbraio causa la pandemia di Covid 19. 
Nella stagione 2020/21, dopo aver saltato quasi tutta la prima parte di stagione a causa di un lungo infortunio, ritrova il gol il 2 marzo 2021, nel successo per 3-1 sulla Cremonese.
Il 14 settembre 2021, Nalini viene ingaggiato a titolo definitivo dalla Virtus Verona, tornando così a vestire la maglia dei suoi esordi calcistici. Nel giugno del 2023, rinnova il proprio contratto con la società veronese per un'ulteriore stagione. Il 25 luglio 2024, viene annunciata la rescissione consensuale del suo contratto con il club.
Il 14 agosto 2024, Nalini si accorda con il Mozzecane, squadra dell'Eccellenza veneta.

## Statistiche

### Presenze e reti nei club
Statistiche aggiornate al 29 aprile 2024.
| Stagione             | Squadra              | Campionato           | Campionato | Campionato | Coppe nazionali | Coppe nazionali | Coppe nazionali | Coppe continentali | Coppe continentali | Coppe continentali | Altre coppe | Altre coppe | Altre coppe | Totale | Totale | Totale |
| Stagione             | Squadra              | Comp                 | Pres       | Reti       | Comp            | Pres            | Reti            | Comp               | Pres               | Reti               | Comp        | Pres        | Reti        | Pres   | Reti   |        |
| -------------------- | -------------------- | -------------------- | ---------- | ---------- | --------------- | --------------- | --------------- | ------------------ | ------------------ | ------------------ | ----------- | ----------- | ----------- | ------ | ------ | ------ |
| 2007-2008            | Virtus Verona II     | Pro.                 | 24         | 0          | -               | -               | -               | -                  | -                  | -                  | -           | -           | -           | 24     | 0      |        |
| 2008-2009            | Virtus Verona        | D                    | 27         | 1          | -               | -               | -               | -                  | -                  | -                  | -           | -           | -           | 27     | 1      |        |
| 2009-2010            | Virtus Verona        | D                    | 28         | 6          | CI-D            | ?               | ?               | -                  | -                  | -                  | -           | -           | -           | 28+    | 6+     |        |
| 2010-2011            | Virtus Verona        | D                    | 18         | 2          | CI-D            | ?               | ?               | -                  | -                  | -                  | -           | -           | -           | 18+    | 2+     |        |
| 2011-2012            | Virtus Verona        | D                    | 24         | 3          | CI-D            | ?               | ?               | -                  | -                  | -                  | -           | -           | -           | 24+    | 3+     |        |
| 2012-2013            | Virtus Verona        | D                    | 33         | 6          | CI-D            | ?               | ?               | -                  | -                  | -                  | -           | -           | -           | 33+    | 6+     |        |
| 2013-gen. 2014       | Salernitana          | 1D                   | 0          | 0          | CI+CI-LP        | 1+0             | 0               | -                  | -                  | -                  | -           | -           | -           | 1      | 0      |        |
| gen.-giu. 2014       | Virtus Verona        | 2D                   | 7          | 0          | CI-LP           | 0               | 0               | -                  | -                  | -                  | -           | -           | -           | 7      | 0      |        |
| 2014-2015            | Salernitana          | LP                   | 26         | 3          | CI+CI-LP        | 1+1             | 0               | -                  | -                  | -                  | -           | -           | -           | 28     | 3      |        |
| 2015-2016            | Salernitana          | B                    | 9+2        | 0          | CI              | 0               | 0               | -                  | -                  | -                  | -           | -           | -           | 11     | 0      |        |
| Totale Salernitana   | Totale Salernitana   | Totale Salernitana   | 35+2       | 3          |                 | 3               | 0               |                    | -                  | -                  |             | -           | -           | 40     | 3      |        |
| 2016-2017            | Crotone              | A                    | 17         | 2          | CI              | 1               | 0               | -                  | -                  | -                  | -           | -           | -           | 18     | 2      |        |
| 2017-2018            | Crotone              | A                    | 23         | 0          | CI              | 0               | 0               | -                  | -                  | -                  | -           | -           | -           | 23     | 0      |        |
| 2018-2019            | Crotone              | B                    | 13         | 1          | CI              | 2               | 1               | -                  | -                  | -                  | -           | -           | -           | 15     | 2      |        |
| 2019-gen.2020        | Crotone              | B                    | 6          | 0          | CI              | 0               | 0               | -                  | -                  | -                  | -           | -           | -           | 6      | 0      |        |
| Totale Crotone       | Totale Crotone       | Totale Crotone       | 59         | 3          |                 | 3               | 1               |                    | -                  | -                  |             | -           | -           | 62     | 4      |        |
| gen.-giu. 2020       | Vicenza              | C                    | 4          | 0          | CI-C            | -               | -               | -                  | -                  | -                  | -           | -           | -           | 4      | 0      |        |
| 2020-2021            | Vicenza              | B                    | 15         | 2          | CI              | -               | -               | -                  | -                  | -                  | -           | -           | -           | 15     | 2      |        |
| Totale LR Vicenza    | Totale LR Vicenza    | Totale LR Vicenza    | 19         | 2          |                 | 0               | 0               |                    | -                  | -                  |             | -           | -           | 19     | 2      |        |
| set. 2021-2022       | Virtus Verona        | C                    | 26         | 0          | CI-C            | -               | -               | -                  | -                  | -                  | -           | -           | -           | 26     | 0      |        |
| 2022-2023            | Virtus Verona        | C                    | 26+2       | 2          | CI-C            | -               | -               | -                  | -                  | -                  | -           | -           | -           | 28     | 2      |        |
| 2023-2024            | Virtus Verona        | C                    | 17         | 0          | CI-C            | -               | -               | -                  | -                  | -                  | -           | -           | -           | 17     | 0      |        |
| Totale Virtus Verona | Totale Virtus Verona | Totale Virtus Verona | 230+2      | 20         |                 | ?               | ?               |                    | -                  | -                  |             | -           | -           | 232    | 28     |        |
| Totale carriera      | Totale carriera      | Totale carriera      | 365+4      | 28         |                 | 6               | 1               |                    | -                  | -                  |             | -           | -           | 373    | 29     |        |

## Palmarès

### Club

#### Competizioni nazionali
- Lega Pro: 1

Salernitana: 2014-2015 (Girone C)
- Serie C: 1

L.R. Vicenza: 2019-2020 (Girone B)